# 210271 Samarkand
210271 Samarkand è un asteroide della fascia principale. Scoperto nel 2007, presenta un'orbita caratterizzata da un semiasse maggiore pari a 2,6427122 UA e da un'eccentricità di 0,1512478, inclinata di 2,95567° rispetto all'eclittica.
L'asteroide è dedicato alla città di Samarcanda in Uzbekistan.